# José Antonio Francés
José Antonio Francés González (Sevilla, 1968) es un escritor, profesor y articulista español. 
Premio nacional de literatura juvenil ALANDAR 2023, concedido por la editorial Edelvives . Tiene publicados una veintena de libros de ficción en todos los géneros. Con su primera novela, El plan intrascendente, fue finalista del Premio Ateneo Joven de Sevilla en 1996. En 2007 fue galardonado en el V Premio Alfonso de Cossío, concedido por el Excmo. Ateneo de Sevilla, por su libro de relatos Miedo me da. En 2008, fue finalista del V Premio Setenil para libros de relatos. En 2017, fue ganador del I Concurso de Pareados en homenaje a Gloria Fuertes, concedido por los ayuntamientos de Chinchón y Chinchilla.

## Biografía
Nació en Sevilla en 1968. Inició su carrera profesional y artística en Alcalá de Guadaíra, donde fue director del periódico La Voz de Alcalá desde 1991 hasta 1995.
Licenciado en Filología Hispánica por la Universidad Hispalense ha sido profesor de literatura y de francés en varios institutos de Sevilla y Barcelona. Actualmente, ejerce de profesor en el colegio Buen Pastor. Ha residido en Barcelona durante diez años donde trabajó de editor de libros de textos en la editorial Edebé. Ha participado en el equipo de redacción de los manuales de lengua y literatura española de ESO y Bachillerato de dicha editorial desde 2006 y es autor  de cincuenta relatos para niños y adaptaciones de cuentos populares que conforman el material narrativo del proyecto de educación infantil TIC-TAC,  traducidos a todas las lenguas cooficiales de España.
Como docente es autor, entre otras publicaciones, de una gramática de la lengua española explicada con chistes, Ríete de la lengua. Sus técnicas pedagógicas se caracterizan por combinar en rigor académico con el entretenimiento. Las novelas y relatos cortos destacan por la sencillez y el sentido del humor, en algunos casos perceptible desde el título: La familia Rimaldi, La princesa de la tortilla francesa, Soy tonto y además lo sé, etc.

“En este mundo absurdo y estúpido la gente lleva la cabeza desnuda de sombreros, de ideas de intenciones...

Los sombreros están pasados de moda, como pensar por uno mismo, pero cada persona tiene un sombrero que le va bien, ¡un sombrero a su medida!, un sombrero que realza sus cualidades y le favorece. Y cada sombrero busca la cabeza donde encajar”. (El sombrero de las ideas descabelladas)

Es guionista del videojuego Hidalgus: las aventuras de Martín Quesada, un RPG producido por Edebé Mobile ambientado en el Siglo de Oro español y ha colaborado como corrector de estilo para Edebé Audiovisual en la adaptación al español de la serie de dibujos animados Los cachorros, emitida por Televisión Española, así como en el largometraje Los cachorros y el código de Marco Polo.
En su faceta periodística, es columnista de opinión en el diario El Mundo edición de Andalucía, desde septiembre de 2002 hasta 2012. Fue redactor jefe de La Jornada, de Sevilla, columnista de opinión en el periódico Casco Antiguo y crítico literario en la revista de literatura Mercurio.
Ha sido director y profesor de la Escuela de Escritores de la Universidad Popular del ayuntamiento de Alcalá de Guadaíra, desde 1998 hasta 2000, donde fundó la revista de poesía Infame Turba; ha sido guionista de teatro de la compañía Titirimundi, para la que ha escrito una decena de obras teatrales y adaptaciones, entre las que destacan La Isla del Tesoro, Rinconete y Cortadillo, El fantasma de Canterville, Pippi Calzaslargas, etc.
Ha dirigido la edición de una docena de libros de literatura o temas locales, para distintas instituciones. Destacan: Regreso al Sur, antología poética, de Angel Leiva (1993), El hombre perdido (1995), de Antonio Medina de Haro, o Romacerillo del Guadaíra (2002), de Manuel Fernández Gamero, publicado por la Fundación Machado.
Además de casi medio centenar de libros ha publicado relatos, cuentos y poemas en varias antologías y revistas de creación, como Renacimiento, Poemar, Círculo Rojo, Numenor, Carmina, etc.

## Obra literaria
- Ríete de la lengua. La lengua española explica con 500 chistes (Ensayo). Plataforma Editorial, (2024). ISBN 9788410243590
- Soy tonto y además lo sé (novela). Signatura Ediciones, (1999 y 2003). ISBN 978-84-96210-05-7
- Soy tonto y además lo sé. Bosque de palabras, (2007). ISBN 978-84-93569-44-0
- Diccionario de fútbol, catálogo de chorradas balompédicas, Signatura Ediciones, (2003). ISBN 978-84-95122-85-5. Con varios autores: Paco Robles, Paco Correal y José Antonio Garmendia, y prólogo del periodista Carlos Herrera.
- Pienso para gatos (relatos fantásticos). Signatura Ediciones, (2006).ISBN 978-84-96210-56-1
- Miedo me da, 78 relatos de humor y espanto. Algaida, (2007). ISBN 978-84-76479-43-8
- El Plan Intrascendente (novela). Guadalmena, (1988). ISBN 978-84-86448-50-6

## Literatura infantil y juvenil
- La familia Estrambote y el tesoro inVERSO. VICENS VIVES, 2025. ISBN 978-84-1193-648-4
- Los Piltrafas. Una semana sin móvil. VICENS VIVES, 2025. ISBN 9788411932493
- Dos más dos (y otras grandes enigmas de mi adolescencia). Premio Nacional de Literatura juvenil Alandar, 2023. [Editorial Edelvives], 2023. ISBN 9788414029428
- El secreto de la tortuga. [Editorial Babidi-bú], 2024. ISBN 978-84-10412-81-1
- El libro infinito. Editorial Malas Artes, 2022. ISBN 978-84-18377-91-4
- De sol a sol. Editorial Renacimiento, 2020. ISBN 978-84-18387-30-2
- El laberinto de las 9 llaves. BABIDI-BÚ, 2018. ISBN 978-84-17097-84-4
- La princesa de la tortilla francesa. BABIDI-BÚ, 2017. ISBN 978-84-17097-37-0
- La familia Rimaldi. SM, El Barco de Vapor (Serie Roja), 2015. ISBN 978-84-675-8282-6
- El sombrero de las ideas descabelladas. Edebé, 2012. ISBN 978-84-638-0728-2
- Los cachorros y las serpientes de la discordia. Edebé, 2011. ISBN 978-84-683-0293-5
- Los cachorros y la maldición de la noche eterna. Edebé, 2011. ISBN 978-84-683-0292-8
- Los cachorros y las divas impostoras. Edebé, 2011. ISBN 978-84-683-0291-1
- Los cachorros y la pócima del olvido. Edebé, 2011. ISBN 978-84-683-0176-1
- La Isla del Tesoro (adaptación teatral). Lautaro editorial, 1993.ISBN 978-84-870-7408-0
- Juan el Cascarrabias (cuento infantil). Guadalmena, 2004.ISBN 84-86448-70-0
- La princesa del Lunar, en coautoría con Antonio Rodríguez Almodóvar. Ediciones de la Torre, 2010.ISBN 978-84-7960-399-2
- Las letras encantadas I. EDEBÉ, 2010.ISBN 978-84-236-9666-6
- Las letras encantadas II. EDEBÉ, 2010.ISBN 978-84-236-9667-3
- Los cuentos de Toti. EDEBÉ, 2010.ISBN 978-84-236-9651-2
- Los cuentos de Max. EDEBÉ, 2010.ISBN 978-84-236-9652-9
- Una rana tarambana y ocho cuentos más. EDEBÉ, 2010.ISBN 978-84-236-9917-5 EDEBÉ, 2010.ISBN 978-84-236-9918-2 EDEBÉ, 2010.ISBN 978-84-236-9919-9
- Un monstruo de la risa y ocho cuentos más. EDEBÉ, 2010.ISBN 978-84-236-9720-5 ISBN 978-84-236-9721-2 ISBN 978-84-236-9722-9
- Un robot muy especial y ocho cuentos más. EDEBÉ, 2010.ISBN 978-84-236-9714-4 ISBN 978-84-236-9715-1 ISBN 978-84-236-9716-8

## Otras publicaciones
- Francés, J. A. Ríete de la Lengua. Plataforma Editorial S.L. (2024). ISBN 978-84-102-4359-0
- Francés, J. A. & Maya Jariego, I. (2006). Españoles en Buenos Aires y marroquíes en Sevilla: historias de aculturación. Maya Jariego, I., Holgado, D. & Santolaya, F. J. (Eds.). Diversidad en el Trabajo: Estrategias de Mediación Intercultural. [Multimedia]. Sevilla: Fondo Social Europeo, Junta de Andalucía & UGT-A.
- El pájaro verde y otros cuentos de Juan Valera. Guía didáctica. Consejería de Educación de la Junta de Andalucía, 2010. ISBN 978-84-693-4025-7
- El Abencerraje y la hermosa Jarifa. Guía didáctica. Consejería de Educación de la Junta de Andalucía, 2011. ISBN 978-84-693-7717-8

## Premios y menciones
- Premio nacional de literatura juvenil ALANDAR 2023, concedido por la editorial Edelvives, por su novela Dos más dos (y otros grandes enigmas de mi adolescencia).[13]
- 2º Premio en la VI edición del Certamen "Enseñamos a Leer" (2024). Fundación José Manuel Lara y Universidad Internacional de Valencia [14]
- Finalista en el "XXXII Certamen de cuentos de Humor Jara Carrillo", concedido en 2024 por el Ayuntamiento de Alcantarilla, por su relato "Innovaciones educativas".
- Finalista del VIIIº Premio Feel Good en 2023, concedido por Plataforma Editorial, por su ensayo divulgativo Ríete de la lengua.
- Premio otorgado por la editorial BABIDI-BÚ, por la labor pedagógica de su obra literaria (2023).[15]
- En 2007 fue galardonado en el V Premio Alfonso de Cossío, concedido por el Excmo. Ateneo de Sevilla, por su libro de relatos Miedo me da.
- En 2008, fue finalista del V Premio Setenil al mejor libro de relatos publicado en 2007 con su obra Miedo me da.
- En 1996 fue finalista del premio Ateneo de Novela Joven de Sevilla, con su obra El Plan Intrascendente.
- Finalista del II Certamen de Relatos de Terror (200), con el cuento La cita, de la editorial Círculo Rojo.
- Ganador del I Concurso de Pareados en homenaje a Gloria Fuertes, concedido por los ayuntamientos de Chinchón y Chinchilla.